# Holger Wiedersheim-Paul
Jürgen Holger Wiedersheim-Paul, född 12 maj 1907 i Berlin, död 1970, var en svensk målare, tecknare och skulptör.
Han var son till författaren Adolf Georg Wiedersheim-Paul och Natalie Brehmer och bror till konstnärerna Tali Paul och Hedda Wiedersheim-Paul, han var från 1932 gift med Herta Maria Charlotte Fourestier. 
Wiedersheim-Paul studerade vid Humboldthochschule i Berlin 1923, och vid Alois Mayers privata konstskola i Berlin. Han var 1923-1925 elev vid den grafiska avdelningen av Staatliches Kunstgewerbemuseum i Berlin och 1925-1929 vid konstakademin i Berlin, därefter företog han en studieresa till Paris. Han flyttade till Stockholm 1930 och var 1931-1932 elev till Albert Engström på Konstakademin i Stockholm.
Han ställde ut separat i sin egen ateljé på Djurgården och i Motala 1951, Varberg 1952-1953, Säffle 1955, Lidingö 1951 och Kalmar 1959. Han deltog i samlingsutställningarna på Glaspalatset i Berlin 1929, Sveriges allmänna konstförenings salong i Stockholm 1931, Sportstugeutställningen i Stockholm 1936, Vi Stockholmare på Stockholms stadsmuseum 1949 och Konst för freden i Stockholm 1949. Han tilldelades ett resestipendium från Stockholms skoldirektion 1966.
Hans konst består av porträtt, stadsbilder och symboliska kompositioner i olja, akvarell och gouache. Han har dessutom arbetat med illustrationer och reklamteckning samt skulptur. Vid sidan av sitt eget skapande arbetade han längre och kortare perioder som lärare bland annat vid Huddinge yrkesskola, Södertälje yrkesskola, Täby yrkesskola och Solna yrkesskola. Han utgav 1959 en lärobok i Reklam och skyltning.